# Gerd Rüdiger Puin
Gerd Rüdiger Puin (Königsberg, 1940) is een Duits geleerde die beschouwd wordt als de meest vooraanstaande autoriteit van de paleografie (het bestuderen en interpreteren van oude manuscripten) van de Koran. Hij is gespecialiseerd in Arabische kalligrafie. Hij was lector aan de universiteit van Saarland in Saarbrücken.

## Koranvondst Sanaa

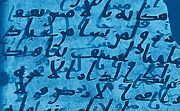
Gerd R Puin: foto van een van zijn perkamentfragmenten uit Sanaa, met gefaseerde revisies van de Koran.

Puin stond aan het hoofd van een restauratieproject in opdracht van de regering van Jemen en besteedde veel tijd  aan onderzoek van Koranfragmenten, manuscripten die ontdekt waren in de Grote moskee van Sanaa in Jemen, in 1972. Zijn onderzoek onthulde voorbeelden van een ongebruikelijke rangschikking van de verzen, tekstvariaties en afwijkende spelling ten opzichte van de later geautoriseerde versie. Dit weerlegt de bewering dat de Koran nooit veranderd zou zijn nadat hij eenmaal was neergeschreven. De geschriften waren geschreven in het vroege Hijazi Arabische schrift, passend bij de stukken van de vroegst bekende Koranfragmenten. Sommige papyri waarop de tekst staat tonen tekenen van hergebruik: oudere stukken weggeschrapte tekst zijn ook zichtbaar. De weggeschrapte en nieuw opgebrachte versies lijken tekstueel niet van elkaar te verschillen, maar verschillen dus wel van de officieel gebruikte versie.
Meer dan 15 000 vel van Jemenitische korans zijn nauwgezet schoongemaakt, gesorteerd, behandeld en gefotografeerd op 35.000 foto’s van de manuscripten.  Enkele eerste opmerkingen van Puin over zijn bevindingen  zijn te vinden in zijn opstel Observations on Early Qur'an Manuscripts in San'a.

## Beoordeling van de Koran
Puins research steunt de conclusie van John Wansbrough en zijn leerlingen, dat de Koran zoals wij die kennen niet uit de tijd van Mohammed stamt.
In 1999 wordt Gerd Puin als volgt geciteerd:
"Naar mijn idee is de Koran een soort cocktail van teksten, die zelfs ten tijde van Mohammed niet volledig werden begrepen. Veel daarvan kunnen zelfs zo’n honderd jaar ouder zijn dan de islam zelf. Zelfs binnen de islamitische traditie is er een grote hoeveelheid tegenstrijdige informatie, waaronder een aanzienlijk christelijk substraat; men kan er, indien gewenst, een volledige tegengeschiedenis van de islam uit afleiden."
"De Koran beweert over zichzelf 'mubeen' of 'helder' te zijn, maar welbeschouwd zul je merken dat zowat elke vijfde zin onzin is. Veel moslims - en oriëntalisten - zullen het tegenspreken, natuurlijk, maar het feit is dat een vijfde van de Koranteksten gewoon onbegrijpelijk is. Dit veroorzaakte de traditionele huiver voor vertalingen. Als de Koran niet begrijpelijk is - wanneer het zelfs niet in het Arabisch begrepen kan worden - dan kan het niet worden vertaald. Mensen zijn daar bang voor. En omdat de Koran bij herhaling stelt dat hij helder is, maar dat duidelijk niet is - zelfs sprekers van het Arabisch zullen dat zeggen - dan is er een tegenspraak. Er moet iets anders aan de hand zijn."